# Ornithomimosauria
Clade
Taxons de rang inférieur
- - † Harpymimus
  - † Nqwebasaurus[1]
  - † Pelecanimimus
  - † Shenzhousaurus
  - † ? Hexing[2]
  - † ? Kinnareemimus[3]
  - † ? Nedcolbertia[4]
  - † ? Thecocoelurus[5]
  - † ? Valdoraptor[5]
- † Deinocheiridae
- † Ornithomimidae

Les Ornithomimosauria (ornithomimosauriens en français),  ou « lézards imitateurs d'oiseaux » en grec, forment un clade éteint de dinosaures théropodes de taille moyenne, appelés couramment « dinosaures autruches » en raison de leur ressemblance superficielle avec les autruches modernes.
Ils ont vécu en Laurasie (Asie, Europe et Amérique du Nord) et en Afrique du Sud durant tout le Crétacé, depuis le Berriasien jusqu'à l'extinction massive de la fin du Crétacé intervenue il y a environ 66 Ma (millions d'années). 
Ce clade inclut entre autres la famille des Ornithomimidae dont la définition est plus restrictive.

## Description

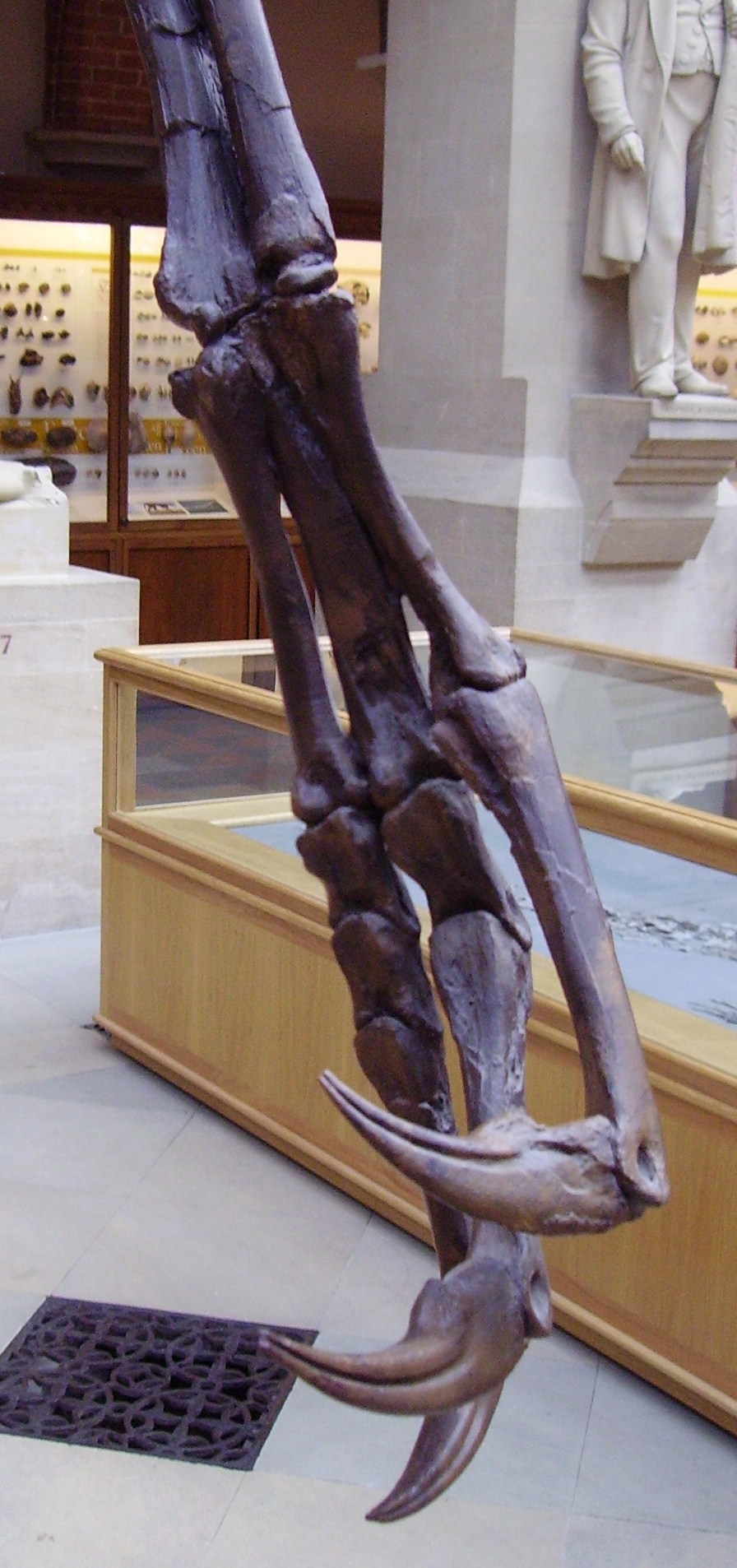
Mains à trois doigts terminés de longues griffes recourbées de Struthiomimus.

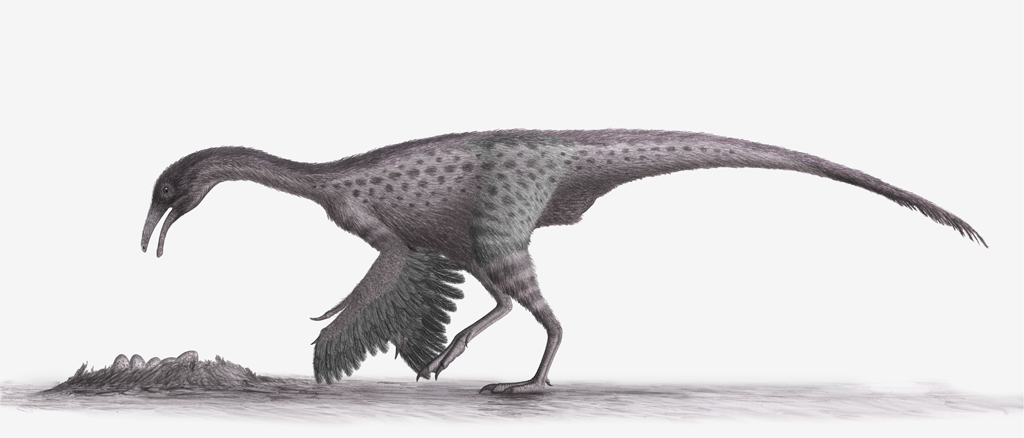
Représentation d'un ornithomimosaurien primitif : Harpymimus.

Ce sont des théropodes de taille moyenne. Les plus grands mesuraient cependant entre 7 et 11 mètres de long ; ce sont par ordre décroissant : Deinocheirus, Gallimimus et Beishanlong.
Ils portaient des plumes comme cela a été prouvé par les empreintes fossiles trouvées sur les fossiles de Dromiceiomimus et d'Ornithomimus, ou comme cela est vraisemblable chez Deinocheirus et Pelecanimimus dont les restes fossiles ont montré la présence d'un os du croupion, le pygostyle, comme chez les oiseaux.  
Ils sont caractérisés par un cou long et mince portant un crâne de petite taille avec de larges orbites, terminé par un bec édenté sauf pour les plus primitifs d’entre eux tels Pelecanimimus ou Harpymimus.
Leurs « bras » sont longs et minces et se terminent par des griffes puissantes. Leurs pattes arrière sont longues et puissantes avec des orteils courts et forts, elles sont parfaitement adaptées à la course rapide.

## Paléobiologie
Leur régime alimentaire devait être essentiellement herbivore comme le prouvent :
- la présence fréquente de nombreux gastrolithes au niveau de leur estomac ;
- le grand nombre de ces animaux comparé à celui de leurs prédateurs, ce qui est une indication car les herbivores sont toujours nettement plus nombreux que les carnivores dans un écosystème ;
- la présence de longues griffes courbées au bout de leurs mains qu'ils ont pu utiliser pour rabattre des branches hautes dont ils consommaient les feuilles à la manière des paresseux modernes[7].

Il n'est toutefois pas exclu qu'ils aient complété leur régime en mangeant de petites proies animales.
Les anneaux sclérotiques de leurs orbites, observés sur certains genres comme Garudimimus et Ornithomimus font penser à un mode de vie cathéméral, c'est-à-dire actif par intervalles au cours du jour.

## Classification
Othniel Charles Marsh crée en 1880 le taxon des ornithomimidés, qui avec le temps est devenu un taxon poubelle (« fourre-tout »).
L'analyse phylogénétique des théropodes a considérablement évolué depuis le début du XXIe siècle avec la découverte de nombreux nouveaux genres, souvent très bien conservés, surtout en Chine et en Mongolie.
L'infra-ordre des Ornithomimosauria a été créé par Rinchen Barsbold pour regrouper ces théropodes, définis plus tard comme globalement plus proches d'Ornithomimus que des oiseaux, avec une incertitude, non encore tranchée sur la position des Alvarezsauroidea.
Une phylogénie simplifiée des groupes de théropodes, réalisée d'après C. Hendrickx et ses collègues en 2015 montre la position des ornithomimosauriens parmi les théropodes :
- Theropoda
  - † Coelophysoidea
  - 
    - † Dilophosauridae
    - Averostra
      - †Ceratosauria
      - Tetanurae
        - †Megalosauroidea
        - Avetheropoda
          - †Allosauroidea
          - Coelurosauria
            - † Tyrannosauroidea
            - 
              - † Compsognathidae
              - Maniraptoriformes
                - †Ornithomimosauria
                - Maniraptora
                  - † Alvarezsauroidea
                  - 
                    - †Therizinosauria
                    - Pennaraptora
                      - †Oviraptorosauria
                      - Paraves
                        - (→Oiseaux)

La famille des ornithomimidés a été redéfinie dans un sens beaucoup plus restrictif regroupant toutes les espèces les plus proches de l'homonyme du groupe, ici Ornithomimus. Il en est de même pour les Deinocheiridae autour de Deinocheirus. Plusieurs genres basaux sont placés directement à la racine des ornithomimosauriens, dont certains sont considérés comme douteux, dont Thecocoelurus et Valdoraptor,,.
Le cladogramme établit en 2014 par Yuong-Nam Lee, Rinchen Barsbold, Philip J. Currie, Yoshitsugu Kobayashi, Hang-Jae Lee, Pascal Godefroit, François O. Escuillié et Chinzorig Tsogtbaatar inclut les principaux genres (les mieux documentés) d'ornithomimosauriens. Il montre la position en groupe frère des Ornithomimosauria avec les Maniraptora, ainsi que les trois ensembles le composant, les ornithomimosauriens basaux, les Deinocheiridae et les Ornithomimidae :
- Coelurosauria
  - Zuolong
  - 
    - Tanycolagreus
    - Tyrannoraptora
      - Proceratosaurus
      - Tyrannosauroidea 
      - 
        - Ornitholestes
        - 
          - Compsognathidae 
          - Maniraptoriformes
            - Ornithomimosauria
              - Nqwebasaurus
              - 
                - Pelecanimimus
                - 
                  - Shenzhousaurus
                  - 
                    - Harpymimus 
                    - 
                      - Deinocheiridae
                        - Beishanlong
                        - 
                          - Garudimimus
                          - Deinocheirus 

                      - Ornithomimidae
                        - Anserimimus
                        - 
                          - Gallimimus 
                          - 
                            - Ornithomimus 
                            - Struthiomimus

            - Maniraptora
              - Alvarezsauroidea 
              - 
                - Therizinosauroidea 
                - 
                  - Oviraptorosauria 
                  - Paraves